# Васильев, Иван Васильевич (1911—1988)
Иван Васильевич Васильев (1911—1988) — красноармеец Рабоче-крестьянской Красной Армии, участник советско-финской войны, Герой Советского Союза (1940).

## Биография
Иван Васильев родился 7 октября 1911 года в деревне Мокеево (ныне — Порховский район Псковской области) в семье крестьянина. Окончил начальную школу, работал грузчиком на заводе «Красный треугольник» в Ленинграде. В 1939 году он был призван на службу в Рабоче-крестьянскую Красную Армию. Принимал участие в советско-финской войне, в ходе которой отличился. Был стрелком 158-го мотострелкового батальона 13-й лёгкой танковой бригады 7-й армии Северо-Западного фронта.
14 февраля 1940 года при прорыве линии Маннергейма в ходе боя у местечка Ляхде Васильев совместно с товарищем уничтожил два финских дзота, которые мешали продвижению его роты. 15 февраля, зайдя во фланг вражескому подразделению, Васильев подавил две огневые точки противника, что позволило выполнить боевую задачу. В тот же день Васильев вынес с поля боя двух получивших ранения бойцов, при этом сам был ранен.
Указом Президиума Верховного Совета СССР от 21 марта 1940 года за «образцовое выполнение боевых заданий командования на фронте борьбы с финской белогвардейщиной и проявленные при этом отвагу и геройство» красноармеец Иван Васильев был удостоен высокого звания Героя Советского Союза с вручением ордена Ленина и медали «Золотая Звезда» за номером 466.
В 1940 году Васильев был демобилизован по ранению. Проживал в Ленинграде. Скончался 3 июля 1988 года, похоронен на Большеохтинском кладбище.
Был также награждён орденом Отечественной войны 1-й степени и рядом медалей.